# Аруба на літніх Олімпійських іграх 2012
Аруба на літніх Олімпійських іграх 2012 буде представлений як мінімум в одному виді спорту.